# Ernesto Casimiro II di Ysenburg e Büdingen
Ernesto Casimiro II di Ysenburg e Büdingen (Büdingen, 14 dicembre 1806 – Büdingen, 16 febbraio 1861) fu il secondo principe di Ysenburg e Büdingen. Ernesto Casimiro era il secondogenito e primo figlio maschio di Ernesto Casimiro I, 1º Principe di Ysenburg e Büdingen e di sua moglie la Contessa Ferdinanda di Erbach-Schönberg..

## Educazione e servizio militare
All'età di 12 anni, Ernesto Casimiro frequentò il Pädagogium reale prussiano ad Halle. Dopo aver superato la maturità nel 1826, Ernesto Casimiro studio prima all'università di Gießen e successivamente all'università di storia e archeologia a Berlino. Per imparare la lingua francese, si trasferì temporaneamente a Basilea e a Ginevra. Ernesto Casimiro servì anche per diversi anni nell'esercito imperiale e regio dell'impero austriaco. Il 1 novembre 1848, successe al titolo di principe di Ysenburg e Büdingen in seguito all'abdicazione di suo padre.

## Matrimonio e figli
Ernesto Casimiro sposò la Contessa Tecla di Erbach-Fürstenau, quartogenita e seconda figlia femmina di Alberto, Conte di Erbach-Fürstenau e di sua moglie la Principessa Emilia di Hohenlohe-Neuenstein-Ingelfingen, l'8 settembre 1836 a Beerfelden. Ernesto Casimiro e Tecla ebbero cinque figli:
- Bruno Casimiro Alberto Emilio Ferdinando, III Principe di Ysenburg e Büdingen (1837- 1906)[1][2]

∞ Principessa Matilde di Solms-Hohensolms-Lich (1842-1867) il 31 luglio 1862 a Lich, ebbe due figli
∞ Contessa Berta di Castell-Rüdenhausen (1845-1927) il 30 settembre 1869 a Rüdenhausen, ebbe otto figli
- Principe Adalberto di Ysenburg and Büdingen (1839-1885)[1][2]

∞ Principessa Alessandra di Ysenburg e Büdingen in Wächtersbach (1855-1932) il 18 novembre 1875 a Wächtersbach, senza figli
- Principessa Emma Ferdinanda Emilia di Ysenburg e Büdingen (184-1926)[1][2]

∞ Volfango, Principe di Castell-Rüdenhausen (1830-1913) il 17 maggio 1859 a Büdingen, ebbe nove figli
- Principessa Agnese Maria Luitgarda di Ysenburg and Büdingen (1843-1912)[1][2]

∞ Carlo, Conte di Ysenburg e Büdingen in Meerholz (1819-1900) il 21 novembre 1865 a Büdingen, ebbe cinque figli, tra cui:
1. Conte Federico di Ysenburg e Büdingen in Meerholz, che sposò la Principessa Maria Reuss di Greiz (figlia di Enrico XX di Reuss-Greiz), senza figli
2. Contessa Gisella di Ysenburg e Büdingen in Meerholz, che sposò il Principe Federico Guglielmo di Lippe (figlio di Giulio, Conte di Lippe-Biesterfeld) ed ebbe figli, tra cui la Principessa Callista di Lippe

- Principe Lotario di Ysenburg e Büdingen (1851-1888)[1][2]

∞ Contessa Jacqueline Worbert di Wassenaer-Starrenburg (1853-1930) il 19 agosto 1875 a Almelo, senza figli

## Ascendenza
|                                                                  |                                           |                                                           | Genitori                                                            |  |  | Nonni |  |  | Bisnonni                                                  |  |  | Trisnonni                                                    |  |
|                                                                  |                                           |                                                           |                                                                     |  |  |       |  |  | conte Ernst Dietrich zu Ysenburg und Büdingen in Büdingen |  |  | Ernst Casimir I, IV conte di Ysenburg e Büdingen in Büdingen |  |
|                                                                  |                                           |                                                           |                                                                     |  |  |       |  |  | conte Ernst Dietrich zu Ysenburg und Büdingen in Büdingen |  |  | Ernst Casimir I, IV conte di Ysenburg e Büdingen in Büdingen |  |
|                                                                  |                                           | contessa Christine Eleonore zu Stolberg-Gedern            |                                                                     |  |  |       |  |  | conte Ernst Dietrich zu Ysenburg und Büdingen in Büdingen |  |  |                                                              |  |
| Ernst Casimir II, VII conte di Ysenburg e Büdingen in Büdingen   |                                           |                                                           |                                                                     |  |  |       |  |  | conte Ernst Dietrich zu Ysenburg und Büdingen in Büdingen |  |  |                                                              |  |
|                                                                  |                                           | principessa Dorothea zu Ysenburg und Büdingen in Birstein | Wolfgang Ernst I, I principe di Isenburg e Büdingen in Birstein     |  |  |       |  |  |                                                           |  |  |                                                              |  |
|                                                                  |                                           | principessa Dorothea zu Ysenburg und Büdingen in Birstein | Wolfgang Ernst I, I principe di Isenburg e Büdingen in Birstein     |  |  |       |  |  |                                                           |  |  |                                                              |  |
|                                                                  |                                           | principessa Dorothea zu Ysenburg und Büdingen in Birstein | contessa Elisabeth Charlotte zu Ysenburg und Büdingen in Marienborn |  |  |       |  |  |                                                           |  |  |                                                              |  |
| Ernst Casimir I, I principe di Ysenburg e Büdingen in Büdingen   |                                           | principessa Dorothea zu Ysenburg und Büdingen in Birstein |                                                                     |  |  |       |  |  |                                                           |  |  |                                                              |  |
|                                                                  |                                           | Karl Paul Ernst, XI conte di Bentheim e Steinfurt         | Friedrich, X conte di Bentheim e Steinfurt                          |  |  |       |  |  |                                                           |  |  |                                                              |  |
|                                                                  |                                           | Karl Paul Ernst, XI conte di Bentheim e Steinfurt         | Friedrich, X conte di Bentheim e Steinfurt                          |  |  |       |  |  |                                                           |  |  |                                                              |  |
|                                                                  |                                           | Karl Paul Ernst, XI conte di Bentheim e Steinfurt         | contessa Franziska Charlotte zur Lippe-Detmold                      |  |  |       |  |  |                                                           |  |  |                                                              |  |
| contessa Eleonore zu Bentheim und Steinfurt                      |                                           | Karl Paul Ernst, XI conte di Bentheim e Steinfurt         |                                                                     |  |  |       |  |  |                                                           |  |  |                                                              |  |
|                                                                  |                                           | principe Charlotte Sophie Louise von Nassau-Siegen        | Friedrich Wilhelm II, VII principe di Nassau-Siegen                 |  |  |       |  |  |                                                           |  |  |                                                              |  |
|                                                                  |                                           | principe Charlotte Sophie Louise von Nassau-Siegen        | Friedrich Wilhelm II, VII principe di Nassau-Siegen                 |  |  |       |  |  |                                                           |  |  |                                                              |  |
|                                                                  |                                           | principe Charlotte Sophie Louise von Nassau-Siegen        | contessa Sophie Polyxena zu Sayn-Wittgenstein-Hohenstein            |  |  |       |  |  |                                                           |  |  |                                                              |  |
| Ernst Casimir II, II principe di Ysenburg e Büdingen in Büdingen |                                           | principe Charlotte Sophie Louise von Nassau-Siegen        |                                                                     |  |  |       |  |  |                                                           |  |  |                                                              |  |
|                                                                  | Georg August, I conte di Erbach-Schönberg | Georg Albrecht II, I conte di Erbach-Fürstenau            |                                                                     |  |  |       |  |  |                                                           |  |  |                                                              |  |
|                                                                  | Georg August, I conte di Erbach-Schönberg | Georg Albrecht II, I conte di Erbach-Fürstenau            |                                                                     |  |  |       |  |  |                                                           |  |  |                                                              |  |
|                                                                  | Georg August, I conte di Erbach-Schönberg | contessa Anna Dorothea zu Hohenlohe-Waldenburg            |                                                                     |  |  |       |  |  |                                                           |  |  |                                                              |  |
| conte Gustav Ernst zu Erbach-Schönberg                           | Georg August, I conte di Erbach-Schönberg |                                                           |                                                                     |  |  |       |  |  |                                                           |  |  |                                                              |  |
|                                                                  |                                           | contessa Ferdinande Henriette zu Stolberg-Gedern          | Ludwig Christian, I conte di Stolberg-Gedern                        |  |  |       |  |  |                                                           |  |  |                                                              |  |
|                                                                  |                                           | contessa Ferdinande Henriette zu Stolberg-Gedern          | Ludwig Christian, I conte di Stolberg-Gedern                        |  |  |       |  |  |                                                           |  |  |                                                              |  |
|                                                                  |                                           | contessa Ferdinande Henriette zu Stolberg-Gedern          | duchessa Christine von Mecklenburg-Güstrow                          |  |  |       |  |  |                                                           |  |  |                                                              |  |
| contessa Ferdinande zu Erbach-Schönberg                          |                                           | contessa Ferdinande Henriette zu Stolberg-Gedern          |                                                                     |  |  |       |  |  |                                                           |  |  |                                                              |  |
|                                                                  |                                           | Christoph Ludwig, IV conte di Stolberg-Stolberg           | Christoph Friedrich, III conte di Stolberg-Stolberg                 |  |  |       |  |  |                                                           |  |  |                                                              |  |
|                                                                  |                                           | Christoph Ludwig, IV conte di Stolberg-Stolberg           | Christoph Friedrich, III conte di Stolberg-Stolberg                 |  |  |       |  |  |                                                           |  |  |                                                              |  |
|                                                                  |                                           | Christoph Ludwig, IV conte di Stolberg-Stolberg           | contessa Henriette von Bibran und Modlau                            |  |  |       |  |  |                                                           |  |  |                                                              |  |
| contessa Henriette Christiane zu Stolberg-Stolberg               |                                           | Christoph Ludwig, IV conte di Stolberg-Stolberg           |                                                                     |  |  |       |  |  |                                                           |  |  |                                                              |  |
|                                                                  |                                           | contessa Luise Charlotte zu Stolberg-Roßla                | Jost Christian, I conte di Stolberg-Roßla                           |  |  |       |  |  |                                                           |  |  |                                                              |  |
|                                                                  |                                           | contessa Luise Charlotte zu Stolberg-Roßla                | Jost Christian, I conte di Stolberg-Roßla                           |  |  |       |  |  |                                                           |  |  |                                                              |  |
|                                                                  |                                           | contessa Luise Charlotte zu Stolberg-Roßla                | contessa Aemilie Auguste zu Stolberg-Gedern                         |  |  |       |  |  |                                                           |  |  |                                                              |  |
|                                                                  |                                           | contessa Luise Charlotte zu Stolberg-Roßla                |                                                                     |  |  |       |  |  |                                                           |  |  |                                                              |  |

## Titoli e trattamento
- 14 dicembre 1806 - 1840: Sua Altezza Serenissima Il Conte Ereditario di Ysenburg e Büdingen
- 1840 - 1 novembre 1848: Sua Altezza Serenissima Il Principe Ereditario di Ysenburg e Büdingen
- 1 novembre 1848 - 16 febbraio 1861: Sua Altezza Serenissima Il Principe di Ysenburg e Büdingen